# (145166) 2005 JL
2005 جاي أل (ويعرف أيضًا باسم (145166) 2005 جاي أل وفق تسمية الكوكب الصغير) (بالإنجليزية: 2005 JL)‏ هو كويكب ضمن حزام الكويكبات؛ وترتيبه 145166 من حيث الاكتشاف.
اكتُشف هذا الجُرم الفلكي بواسطة جيمس ويتني يونغ في 3 مايو 2005.

## وصلات خارجية
- (145166) 2005 JL في قاعدة بيانات مختبر الدفع النفاث لأجرام النظام الشمسي الصغيرة

- الاكتشاف · مخطط المدار ·  العناصر المدارية · المعلمات المادية

- (145166) 2005 JL على موقع ويكي سكاي: DSS2, SDSS, GALEX, IRAS, Hydrogen α, X-Ray, Astrophoto, Sky Map, Articles and images